# Баба-Новак
Баба-Новак (рум. Baba Novac) — село у повіті Сату-Маре в Румунії. Адміністративно підпорядковане місту Ардуд.
Село розташоване на відстані 438 км на північний захід від Бухареста, 17 км на південний захід від Сату-Маре, 114 км на північний захід від Клуж-Напоки.

## Населення
За даними перепису населення 2002 року у селі проживала 571 особа.
Національний склад населення села:
| Національність | Кількість осіб | Відсоток |
| -------------- | -------------- | -------- |
| румуни         | 543            | 95,1%    |
| цигани         | 15             | 2,6%     |
| угорці         | 12             | 2,1%     |

Рідною мовою назвали:
| Мова      | Кількість осіб | Відсоток |
| --------- | -------------- | -------- |
| румунська | 555            | 97,2%    |
| угорська  | 15             | 2,6%     |